# Anopsicus mirabilis
Anopsicus mirabilis är en spindelart som beskrevs av Willis J. Gertsch 1982. Anopsicus mirabilis ingår i släktet Anopsicus och familjen dallerspindlar. Inga underarter finns listade i Catalogue of Life.